# Герб Бенешова
Ге́рб Бе́нешова (чеськ. Znak Benešova) — офіційний символ міста Бенешов, Чехія. У лазуровому полі золота восьмикутна зірка. Походить від гербу роду Штернбергів (Штернберкових), які володіли містом у 1327—1587 роках. Належить до промовистих гербів (Штернберг — «зоряна гора»). Використовують із ХІХ ст. на печатках міста.

## Галерея

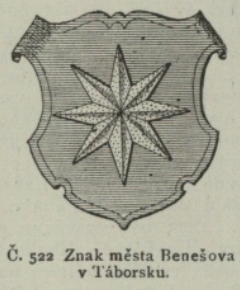
1890
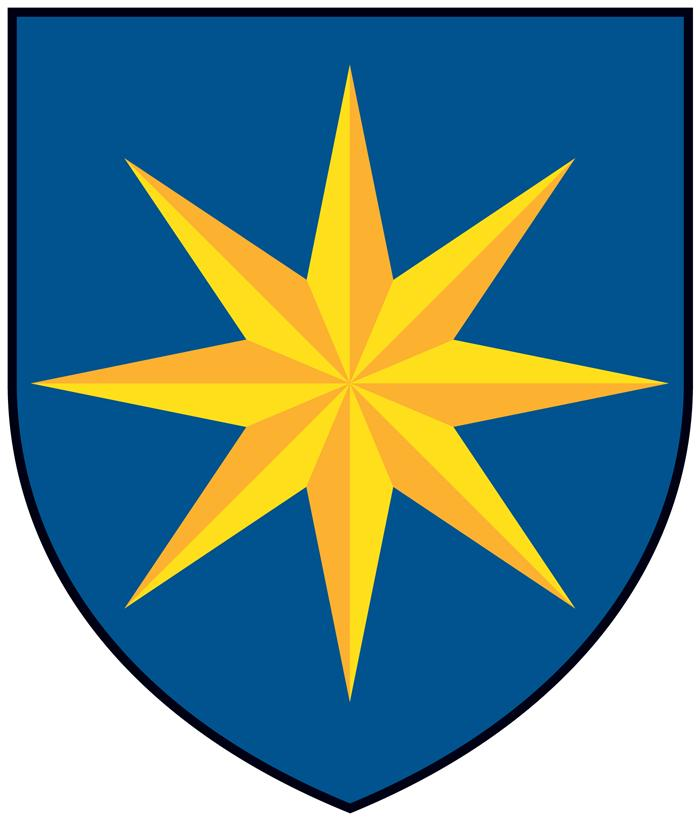
2012
Штернберги